# Opération Banco Central
Opération Banco Central (en espagnol : Asalto al Banco Central) est une minisérie espagnole de braquage, drame criminel et drama historique produit par Brutal Media pour Netflix. On y retrouve notamment Miguel Herrán, María Pedraza, Hovik Keuchkerian et Isak Férriz (ca). Elle apparaît sur le catalogue Netfix le 8 novembre 2024.

## Synopsis
Le 23 mai 1981, trois mois après la tentative de coup d'État de 1981 en Espagne, douze hommes cagoulés entrent au siège de Banco Central à Barcelone. Ce qui semblait être un braquage spectaculaire mais bref devient un acte de défiance vis-à-vis de la récente démocratisation de l'Espagne. Les braqueurs ont plus de deux cent otages et menacent de les abattre si le nouveau gouvernement ne libère pas Antonio Tejero et les autres putschistes.

## Épisodes
|   | Titre                   |
| - | ----------------------- |
| 1 | Tout le monde à terre ! |
| 2 | En off                  |
| 3 | Tic-tac, tic-tac        |
| 4 | Le numéro 1             |
| 5 | L'instant de vérité     |

## Production
En octobre 2023 Netflix annonce être en train de tourner une minisérie sur l'Attaque du Banco Central de Barcelone, Opération Banco Central, avec l'espoir de recréer l'enthousiasme de La casa de papel. La série a été écrite par Patxi Amezcua, réalisée par Daniel Calparsoro et produite par Brutal Media. Les acteurs de La casa de papel, Miguel Herrán, María Pedraza et Hovik Keuchkerian ont été annoncés comme faisant partie de casting. En septembre 2024, on annonce que l'acteur Isak Ferriz fera aussi partie du casting.
Le tournage commence à Barcelone et dure 2 mois. Entre le 9 et 11 octobre 2023, on tourne dans Chamberí, un arrondissement de Madrid.

## Marketing
En septembre 2024, Netflix dévoile le trailer et met la série sur son catalogue le 8 novembre 2024.

## Crédit d’auteurs
- (es) Cet article est partiellement ou en totalité issu de l’article de Wikipédia en espagnol intitulé « Asalto al Banco Central » (voir la liste des auteurs).